# ICA (企業)

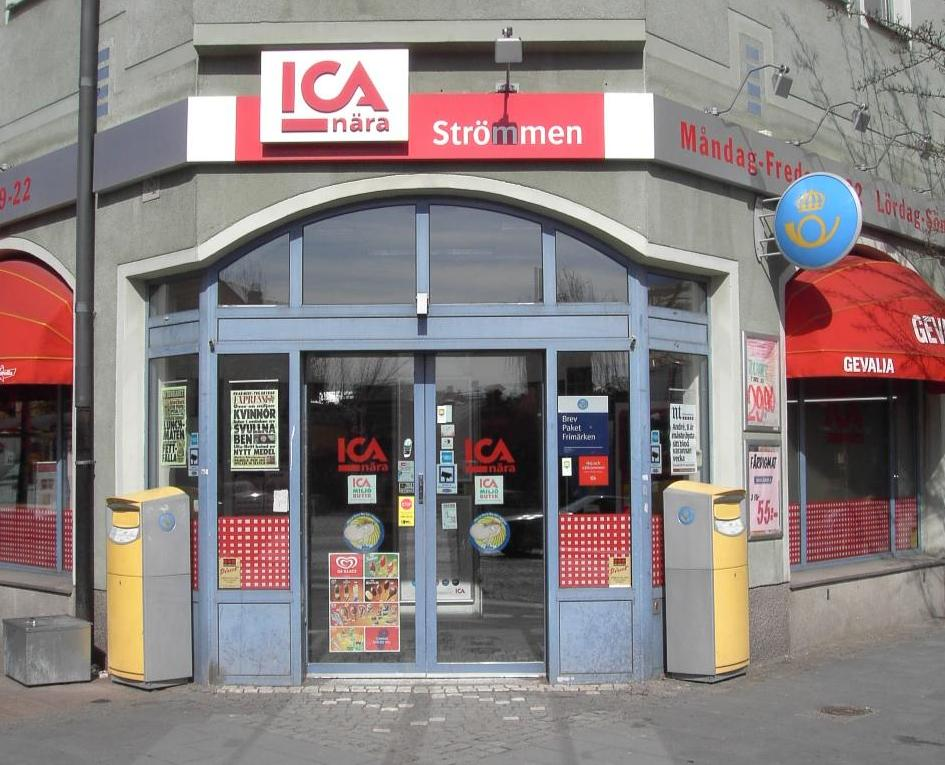
ノーショーピングにあるICAの店舗

ICA Gruppen AB（Inköpscentralernas aktiebolag）は、スウェーデン・ソルナに本部を置く小売業グループである。同国およびバルト三国で事業を行っており、北欧で最大の小売業者である。スウェーデン語での発音に忠実なカナ表記は「イーカ」である。

## 沿革
1917年にHakonbolagenが導入したビジネスモデルを基礎にして1938年に始まった。ICAは加盟店の小売業者達により所有されていた。2000年に株式の半分をオランダの同業のアホールドに売却したが、2013年に株式を買い戻し、現在の社名に改めた。
スウェーデン国内でICAのブランドを冠する総合スーパーやディスカウントストアを運営してきたが、2001年から銀行業（ICA Bank）に進出し、2015年からは保険事業（ICA Insurance）も行っている。
2006年、エストニア、ラトビア、リトアニアでディスカウントストア、スーパーマーケット、総合スーパーを運営するリミ・バルティック（Rimi Baltic）を買収し子会社化した。2014年に薬局運営のApotek Hjärtat AB（アポテック・ヤータット）を買収し子会社化した。ナスダック・ストックホルムに上場していたが2022年1月、株式上場を廃止した。

## 過去の事業

### デンマーク
ICAは以前コペンハーゲン地域にあるスーパーマーケットのISOチェーン店の株式の半分を所有していたが、2004年に全ての所有分をISOへ売却した。

### ノルウェー
ICA Norge ASは2007年時点で642店舗を運営し、売り上げは1,900万NOK （VAT引き前）であった。それ以前はスタイン・エリック・ハーゲン（Stein Erik Hagen）が所有していた「ハーコン・グルッペン」（Hakongruppen）という名で知られ、ICAがチェーン店を買収するまでは単独でリミ（RIMI）・ディスカウントストアを運営していたが、多くの店舗をICAブランドへ移行した。ICA Nær、ICA Supermarked、ICA Maxi、RIMI（低価格食品チェーン）の4つのブランドを運営していたが、2014年に売却を発表し撤退した。

### ネット・スウェーデン
ダンスク・スーパーマーケッド（Dansk Supermarked）とICAの共同事業として2002年にスウェーデン側が経営するデンマークのスーパーマーケット・チェーン店のネット（Netto）が設立された。共同事業はNetto Marknad ABと命名された。2006年末にICAは共同事業から撤退することを表明し、出資を50から5%に引き下げた。ストックホルムとヴェストマンランド地方にある21店舗のネット店はICAの加盟店に移行し、ICAの独自店舗になったが2007年中に閉店した。

### スタトイルとのガソリンスタンド共同運営
1990年代半ばまで、スタトイル（現在のエクイノール）とICAは、スカンディナビアで約1,300店舗のガソリンスタンドを運営する（Statoil Detaljhandel AB）を共同して経営しており、このスタンドの多くはICAエクスプレス（ICA Express）の名称を使用していた。ICAは所有していた50%の事業をスタトイルへ譲渡し、2007年中にガソリンスタンドから「ICA」の名称は外された。

## 食肉再包装問題
2007年12月に組織的な食肉の不正再包装が発覚した。ICAスーパーマーケット・チェーンの元品質管理マネージャーのハンス・ハレーン（Hans Hallén）は、会社が2003年から不法な食肉の再包装を知っていたことを暴露した。2003年から2005年までスウェーデン南部のICA店舗を監督していたハンス・ハレーンは自分が会社幹部に実際に行われていることを知らせたことを2007年12月5日に放映されたスウェーデン・テレビの週間のテレビ調査番組「Uppdrag granskning」の中で語ったことにより公にされた。ハレーンによると、多くの店舗がこのような食肉の賞味期限を改竄するための再包装に関わっていた。